# Натувас
Натувас (англ. Nathuwas, хинди नाथूवास) — деревня в округе Бхивани индийского штата Харьяна. 

## География
Расположена в 5 километрах к востоку от города Бхивани, где находятся одновременно администрации соответствующих округа и субокруга. На тот же город приходится бо́льшая часть экономической активности в округе. От деревни до города ходит рейсовый автобус.

## Население
Согласно переписи 2011 года, в Натувасе имелись 492 домохозяйства, в которых проживали 2641 человек — 1440 мужчин и 1201 женщина. Из них 962 (36 %) были неграмотными и 1899 (72 %) не имели постоянной официальной работы. Остальные были заняты преимущественно в сельском хозяйстве.